# Lieke Nooijen
Lieke Nooijen née le 20 juillet 2001 à Helmond, est une coureuse cycliste néerlandaise.

## Biographie
En 2018, chez les juniors (moins de 19 ans), Lieke Nooijen se classe notamment huitième de Gand-Wevelgem juniors. L'année suivante, pour sa deuxième année dans la catégorie, elle termine cinquième du Healthy Ageing Tour et du Watersley Ladies Challenge, deux manches de la Coupe des Nations. Sélectionnée pour les mondiaux de Harrogate, elle arrive pour la victoire sur la course en ligne et décroche la médaille de bronze.
Après être passée chez les espoirs (moins de 23 ans), elle court d'abord pendant un an pour le WV Schijndel, un club néerlandais, avant de devenir membre de l'équipe continentale Parkhotel Valkenburg en 2021. Elle s'est classée à plusieurs reprises dans le top 10 de courses importantes, notamment septième du Baloise Ladies Tour 2021 et troisième du Watersley Womens Challenge 2022. En 2023, elle remporte sa première victoire dans une course internationale lors de l'Argenta Classic-2 Districtenpijl à l'issue d'un sprint massif. La même année, elle gagne le prologue du Watersley Women's Challenge.
Pour la saison 2024, elle rejoint l'équipe World Tour Visma-Lease a Bike. En juin, elle se classe deuxième du championnat des Pays-Bas du contre-la-montre à 29 secondes de sa coéquipière Riejanne Markus, puis termine quatrième du contre-la-montre d'ouverture du Tour d'Italie. Fin juillet, elle domine le Princess Anna Vasa Tour, où elle gagne le contre-la-montre par équipes, un sprint de massif et le contre-la-montre individuel sur la dernière étape, remportant ainsi le classement général. Elle s'adjuge ensuite en solitaire l'Egmont Cycling Race, avec près de 4 minutes d'avance.

## Palmarès sur route

### Par années
- 2017
  - 2e du championnat des Pays-Bas sur route cadettes
- 2019
  -  Médaillée de bronze du championnat du monde sur route juniors
- 2021
  - 3e d'Omloop der Kempen
- 2022
  - 3e du Watersley Ladies Challenge espoirs
- 2023
  - Argenta Classic-2 Districtenpijl
  - Prologue du Watersley Ladies Challenge espoirs
  - 3e de la Leiedal Koerse
- 2024
  - Princess Anna Vasa Tour :
    - Classement général
    - 1re (contre-la-montre par équipes), 3e et 4e (contre-la-montre) étapes

  - Egmont Cycling Race
  - 2e du championnat des Pays-Bas du contre-la-montre
  - 2e du Grand Prix Stuttgart & Region
- 2025
  - 3e du championnat des Pays-Bas du contre-la-montre

### Résultats sur les grands tours

#### Tour d'Italie
2 participations
- 2024 : 42e
- 2025 : 25e

#### Tour de France
1 participation
- 2025 : 34e

### Classements mondiaux
| Année                                 | 2020 | 2021 | 2022 | 2023 | 2024 |
| ------------------------------------- | ---- | ---- | ---- | ---- | ---- |
| Classement UCI                        | 744e | 370e | 201e | 132e | 84e  |
| UCI World Tour                        | nc   | nc   | 168e | nc   | 88e  |
|                                       |      |      |      |      |      |
| Légende : nc = non classéSource : UCI |      |      |      |      |      |